# Nativity in Black
Nativity in Black è una serie di album in tributo alla storica band Black Sabbath. Tali dischi contengono le cover delle canzoni più famose di tale band riproposte dalle maggiori band heavy metal.
I Bullring Brummies furono un progetto fondato solo in occasione del tribute, ed erano composti da Rob Halford (Judas Priest, Fight) alla voce, Geezer Butler (Black Sabbath) al basso, Bill Ward (Black Sabbath) alla batteria, Wino (The Obsessed) alla chitarra, e Jimmy Wood all'armonica.

## Nativity in Black: A Tribute to Black Sabbath
1. After Forever (Biohazard)
2. Children of the Grave (White Zombie)
3. Paranoid (Megadeth)
4. Supernaut (1000 Homo DJs)
5. Iron Man (Ozzy Osbourne con i Therapy?)
6. Lord of This World (Corrosion of Conformity)
7. Symptom of the Universe (Sepultura)
8. The Wizard (Bullring Brummies)
9. Sabbath Bloody Sabbath (Bruce Dickinson con i Godspeed)
10. N.I.B. (Ugly Kid Joe)
11. War Pigs (Faith No More)
12. Black Sabbath (Type O Negative)
13. Solitude (Cathedral)*

- questa ultima traccia è presente solo nella versione europea dell'album.

## Nativity in Black II: A Tribute to Black Sabbath
1. Sweet Leaf (Godsmack)
2. Hole in the Sky (Machine Head)
3. Behind the Wall of Sleep (Static-X)
4. Never Say Die (Megadeth)
5. Snowblind (System of a Down)
6. Electric Funeral (Pantera)
7. N.I.B. (Primus con Ozzy Osbourne)
8. Hand of Doom (Slayer)
9. Under the Sun (Soulfly)
10. Sabbra Cadabra (Hed P.E.)
11. Into the Void (Monster Magnet)
12. Iron Man (This Means War) (Busta Rhymes)